# Angela Raffa
Angela Raffa (Messina, 1993. január 26. –) olasz politikus, az 5 Csillag Mozgalom parlamenti képviselője 2018 óta.
Közgazdaságtudományi diplomát szerzett a messinai egyetemen.
A 2018-as olaszországi parlamenti választásokon Szicíliában az 5 Csillag Mozgalom listáján választották meg; a választások időpontjában 25 éves és 37 napos volt, ő a XVIII. törvényhozás legfiatalabb tagja.